# Adobe Dreamweaver
Adobe Dreamweaver je kompletní IDE, pro vývoj webových aplikací, podporující HTML, XHTML, CSS, integraci pro Ajaxový framework Spry a framework PhoneGap, práci se Subversion a mnoho dalších funkcionalit. Dostupností pokrývá platformu MS Windows a MacOS.
Dreamweaver byl do verze 8.0 vyvíjený společností Macromedia a následně převzatý společností Adobe Systems, která jej vyvíjí od verze 9.0 do aktuální verze CS5.

## Funkce

### Editor HTML CSS
Editor je možné používat ve třech módech. Jednak pro čistě vizuální návrh jako v ostatních WYSIWYG editorech, čistě pro úpravy kódu nebo v takzvaném Split módu, kdy lze zároveň upravovat kód a pozorovat bez prodlevy změnu vzhledu ve vedlejším okně. Pro úpravu stylopisů lze použít nástroj Code Inspector, který umí zobrazit strom vlastností html objektů, případně navigovat vývojáře na kód, který patří příslušnému elementu ve vizuálním editoru.

### Podpora PhoneGap
V nejnovější verzi CS5 podporuje Adobe Dreamweaver také Framework PhoneGap pro vývoj nativních aplikací pro Android a IOS.

### Integrace s Adobe Photoshop a Flash
Pro snadnější práci Dreamweaver umožňuje umisťovat do html dokumentů přímo PSD soubory z Adobe Photoshop nebo FLV soubory z Adobe Flash a jejich automatický export vhodný pro zobrazení na webu.

### Správa webů
Pomocí nástroje Manage sites lze jednoduše aktualizovat a synchronizovat obsah vzdáleného serveru přímo z prostředí Dreamweaveru.

### Podpora testování
Přímo v aplikaci lze testovat zobrazení XHTML dokumentů na lokálně nainstalovaných prohlížečích nebo přímo ve vizuálním editoru Dreamweaveru postaveném na jádru prohlížeče Webkit. Pro projekty obsahující server-side skripty umožňuje nastavení lokálního testovacího web serveru. Další alternativou pro testování je integrace s Cloudovou aplikací BrowserLab od Adobe, která zobrazí náhled stránky v nejběžnějších prohlížečích a jejich různých verzích dostupných na MS Windows i Mac.

### Integrace s Business Catalyst
Pro jednodušší správu obsahu na webu lze do projektu vložit komponentu Incontext Editing, která do vygenerovaného webu umístí malý kus kódu a umožní přímo z prohlížeče editovat obsah webu pomocí cloudové aplikace Business Catalyst od Adobe. Lze se tak vyhnout nutnosti použít CMS pro jednoduchou úpravu například titulní stránky webu, kterou může udělat majitel webu přímo z prohlížeče.

### Nástroj pro Subversion
Dreamweaver podporuje použití verzovacího nástroje subversion.

### Rozšíření
Dreamweaver umožňuje rozšířit základní funkcionalitu IDE o Placené nebo Freeware rozšíření. Dreamweaver je podporován rozsáhlou komunitou, která vyvíjí komerční a nekomerční rozšíření od jednoduchých vizuálních efektů po plnohodnotné e-commerce řešení.

### Zvýrazňování syntaxe
Od verze 6 podporuje Dreamweaver zvýrazňování syntaxe pro tyto jazyky:
- ActionScript
- Active Server Pages (ASP).
- ASP.NET (od verze CS4 není nadále podporován – http://kb2.adobe.com/cps/402/kb402489.html)
- C#
- Cascading Style Sheets (CSS)
- ColdFusion
- EDML
- Extensible HyperText Markup Language (XHTML)
- Extensible Markup Language (XML)
- Extensible Stylesheet Language Transformations (XSLT)
- HyperText Markup Language (HTML)
- Java
- JavaScript
- JavaServer Pages (JSP) (od verze CS4 není podporováno – http://kb2.adobe.com/cps/402/kb402489.html)
- PHP: Hypertext Preprocessor (PHP)
- Visual Basic (VB)
- Visual Basic Script Edition (VBScript)
- Wireless Markup Language (WML)

Pro většinu těchto jazyků podporuje doplňování kódu. Dále je možné přidat vlastní moduly pro zvýraznění dalších jazyků.

### Ostatní funkce
Dreamweaver disponuje spoustou dalších nástrojů pro podporu vývoje. Mezi ty nejzajímavější patří: Zobrazení reference pro vybraný XHTML nebo CSS atribut, Validace kódu přímo v aplikaci, Šablonovací systém bez nutnosti použít server-side skriptování.

## Lokalizace
Adobe Dreamweaver CC je dostupný v následujících jazykových mutacích: Angličtina, Arabština, Brazilská portugalština, Čínština (zjednodušená i tradiční), Čeština, Francouzština (včetně severoafrické Francouzštiny), Hebrejština, Italština, Japonština, Korejština, Němčina, Nizozemština, Polština, Ruština, Španělština, Švédština a Turečtina.

## Historie verzí
| Poskytovatel | Hlavní verze | Vedlejší update/název verze | Datum             | Poznámky                                |
| ------------ | ------------ | --------------------------- | ----------------- | --------------------------------------- |
| Macromedia   | 1.0          | 1.0                         | Prosinec 1997     | První verze. Pouze pro Mac              |
| Macromedia   | 1.0          | 1.2                         | Březen 1998       | První verze pro Windows.                |
| Macromedia   | 2.0          | 2.0                         | Prosinec 1998     |                                         |
| Macromedia   | 3.0          | 3.0                         | Prosinec 1999     |                                         |
| Macromedia   | 3.0          | UltraDev 1.0                | Červen 1999       |                                         |
| Macromedia   | 4.0          | 4.0                         | Prosinec 2000     |                                         |
| Macromedia   | 4.0          | UltraDev 4.0                | Prosinec 2000     |                                         |
| Macromedia   | 6.0          | MX                          | 29. května 2002   |                                         |
| Macromedia   | 7.0          | MX 2004                     | 10. prosince 2003 |                                         |
| Macromedia   | 8.0          | 8.0                         | 13. září 2005     | Poslední verze od Macromedia.           |
| Adobe        | 9.0          | CS3                         | 16. dubna 2007    | Nahradil Adobe GoLive c Creative Suite. |
| Adobe        | 10.0         | CS4                         | 23. září 2008     |                                         |
| Adobe        | 11.0         | CS5                         | 12. dubna 2010    |                                         |
| Adobe        | 11.5         | CS5.5                       | 4. května 2011    |                                         |
| Adobe        | 12.0         | CS6                         | 21. dubna 2012    |                                         |
| Adobe        | 13.0         | Creative Cloud              | 17. června 2013   |                                         |
| Adobe        | 14.0         | CC 2014                     | 18. června 2014   |                                         |
| Adobe        | 15.0         | CC 2014.1                   | 6. října 2014     |                                         |
| Adobe        | 16.0         | CC 2015                     | 16. června 2015   |                                         |
| Adobe        | 17.0         | CC 2017                     | 2. listopadu 2016 |                                         |

| Barva   | Legenda                           |
| ------- | --------------------------------- |
| Červená | Stará verze, nadále nepodporovaná |
| Žlutá   | Stará verze, stále podporovaná    |
| Zelená  | Aktuální verze                    |